# Ribeirão Jacutinga
Der Ribeirão Jacutinga ist ein etwa 16 km langer linker Nebenfluss des Rio Ivaí im Inneren des brasilianischen Bundesstaats Paraná.

## Etymologie
Jacutinga bezeichnet in Brasilien einen Vogel aus der Familie der Hokkohühner.

## Geografie

### Lage
Das Einzugsgebiet des Ribeirão Jacutinga befindet sich auf dem Segundo Planalto Paranaense (Zweite oder Ponta-Grossa-Hochebene von Paraná).

### Verlauf
Sein Quellgebiet liegt im Munizip Ivaiporã auf 702 m Meereshöhe etwa 4 km südwestlich der Ortschaft Jacutinga in der Nähe des Flugplatzes Aeródromo Sérgio Bonifácio von Ivaiporã. 
Der Fluss verläuft in nordöstlicher Richtung. Er mündet auf 412 m Höhe von links in den Rio Ivaí. Er ist etwa 16 km lang.

### Munizipien im Einzugsgebiet
Der Ribeirão Jacutinga verläuft vollständig innerhalb des Munizips Ivaiporã.